# Видавництво та друкарня Отців Василіян «Місіонер»
Видавництво та друкарня Отців Василіян — друкарня в місті Жовква Львівської області, заснована в 1895 році, належить видавництву «Місіонер».
До 1939 року друкарня стала одним з найголовніших українських видавництв Галичини — тут друкувались наукові й науково-популярні праці, молитовники та катехизми, а також відомі часописи «Місіонар» та «Рідна Мова».

## Історія
У 1895 році за сприяння Андрея Шептицького, який був тоді ще ігуменом монастиря святого Онуфрія у Львові, відкривається друкарня у жовківському василіянському монастирі (що виріс з церкви Різдва Христового).
Популярність мав католицький часопис «Місіонар», заснований у 1897 році, та додаток до нього малий «Місіонарчик». Також друкувалося науково-історичне видання «Записки ЧСВВ».
У 1926 році в друкарні вперше була видана книга Дмитра Донцова «Націоналізм».
До 1939 року було видано велику кількість богослужбової катехитичної, літургічної літератури, прозових і поетичних творів релігійного змісту, дитячої духовної літератури та іншого.
Після першого приходу комуністів у 1939 році в Галичину видавнича діяльність ЧСВВ була перервана. Жовківська друкарня стала державною.
У 1993 році Львівська обласна влада повернула Жовківську друкарню у власність Василіян.
З 1994 року книги Видавництва «Місіонер» друкуються у Жовкві. Це філософсько-богословські праці, історичні видання, духовна література, прозові та поетичні твори духовного змісту, богослужбова література, документи Апостольського Престолу (енцикліки, повчання, апостольські листи) та праці Вселенських архієреїв.

## Керівники
- Герман Бідолах (1869—1942) — український монах василіянин, видавець, друкар, префект і директор Жовківської друкарні отців василіян.
- Климентій Стасів (*1973) — український ієромонах василіянин, письменник, перекладач, есеїст, генеральний директор видавництва «Місіонер» у Львові у 2005 до 2017 роках.